# Гидролизный спирт
Гидро́лизный спи́рт (Целлюлозный этанол) — этанол, получаемый дрожжевым брожением сахароподобных веществ, полученных гидролизом целлюлозы, содержащейся в отходах лесной промышленности.
На гидролизных заводах из 1 т древесины получают до 200 л этилового спирта, что позволяет заменить 1,5 т картофеля или 0,7 т зерна. Кроме целлюлозы, в состав клеточных оболочек входят еще несколько других углеводов, известных под общим именем гемицеллюлоз, извлекаемых из клеточных оболочек 1% раствором соляной или серной кислоты при нагревании.
Гидролизный спирт можно производить с использованием различных технологий гидролиза.
Некоторые схемы гидролиза предусматривают получение смеси этилового и метилового спиртов.

## Преимущества целлюлозного этанола
Биоэтанол – это спирт, который получают из сахаров путём ферментации с помощью микроорганизмов. Обычно для этой цели используют дрожжи с научным названием Saccharomyces cerevisiae. Сахара получают из растений, которые используют энергию солнечного света в процессе фотосинтеза для создания своих органических компонентов из углекислого газа (CO2 ). Сахара могут храниться в форме крахмала (например, зёрна злаков, картофеля) или сахарозы (например, сахарной свёклы, сахарного тростника), или они могут быть разбиты на структурные компоненты (например, целлюлоза), которые придают растению форму и устойчивость. В настоящее время биоэтанол в основном получают путём ферментации сахарозы (бразильский сахарный тростник) или гидролизатов крахмала (кукуруза, зерно). После перегонки и сушки этанол можно использовать в качестве топлива. Однако этот вид производства создаёт конкурентную ситуацию на рынке продуктов питания. Кроме того, ограниченность посевных площадей и экологические проблемы, связанные с необходимой интенсификацией сельского хозяйства, препятствуют крупномасштабному производству этанола на основе крахмала. Поэтому цель состоит во всё большем использовании недорогих растительных остатков, таких как солома, древесные отходы и товары для сохранения ландшафта или энергетические растения, такие как просо прутьевидное (Panicum virgatum ) или мискантус, которые не требуют интенсивного земледелия и также растут на бедных почвах. В отличие от обычного биоэтанола, который производится почти исключительно из частей культур, богатых сахаром или крахмалом, таких как кукуруза и пшеница , для производства целлюлозного этанола можно использовать любую целлюлозную часть растения. Tравы, водоросли и растительные отходы рассматриваются как возможное сырьё для производства целлюлозного этанола.
Преимущества целлюлозного этанола заключаются, с одной стороны, в том, что его производство более эффективно и климатически нейтрально с экологической точки зрения, а с другой стороны, в том, что он составляет меньшую конкуренцию выращиванию пищевых культур. Однако, несмотря на интенсивную государственную поддержку в некоторых странах, крупномасштабное производство целлюлозного этанола в настоящее время не может конкурировать с традиционным биоэтанолом и ископаемым топливом из-за высокой себестоимости производства .

## Химия процесса
Целлюлоза состоит из остатков молекул глюкозы, которую можно получить гидролизом целлюлозы в присутствии серной кислоты:
(C6H10O5)n + nH2O -> nC6H12O6
В дальнейшем, серную кислоту нужно из раствора удалить, осадив, например, известняком. Заключительная реакция сбраживания глюкозы описывается уравнением:
C6H12O6 → 2C2H5OH + 2CO2

## История
В 1819 году французский химик  Анри Браконно обнаружил, что целлюлоза может быть преобразована (гидролизована) в сахара с помощью серной кислоты. Этот сахар потом сбраживается до алкоголя.
В Соединённых Штатах Standard Alcohol Company открыла первый завод по производству целлюлозного этанола в Южной Каролине в 1910 году. Позже был открыт второй завод в Луизиане. Однако оба завода были закрыты после Первой мировой войны по экономическим причинам.
Первая попытка коммерциализации процесса получения этанола из древесины была предпринята в Германии в 1898 году. Она включала использование разбавленной кислоты для гидролиза целлюлозы до глюкозы и была способна производить 7,6 литра этанола на 100 кг древесных отходов. Вскоре немцы разработали промышленный процесс, оптимизированный для выработки около 190 л на тонну биомассы. Этот процесс вскоре добрался до США, кульминацией которого стали две коммерческие установки, работавшие на юго-востоке во время Первой мировой войны. Эти установки использовали так называемый «американский процесс» — одностадийный гидролиз разбавленной серной кислоты. Хотя выходы были вдвое меньше, чем в оригинальном немецком процессе (25 галлонов США (95 л) этанола на тонну против 50), производительность американского процесса была намного выше. Падение производства пиломатериалов вынудило заводы закрыться вскоре после окончания Первой мировой войны. Тем временем в «Лаборатории лесной продукции USFS» продолжалось небольшое, но постоянное исследование гидролиза глюкозы разбавленной кислотой. Во время Второй мировой войны США снова обратились к целлюлозному этанолу, на этот раз для преобразования в бутадиен для производства синтетического каучука. Компания Vulcan Copper and Supply Company заключила контракт на строительство и эксплуатацию завода по переработке опилок в этанол. Завод был основан на модификациях оригинального немецкого «процесса Шоллера», разработанного «Лабораторией продукции USFS». Эта установка достигла выхода этанола в 50 галлонов США (190 л) на сухую тонну, но всё ещё не приносила прибыли и была закрыта после войны.
С быстрым развитием  ферментных технологий в последние два десятилетия[когда?] процесс кислотного гидролиза постепенно сменился ферментативным гидролизом. Химическая предварительная обработка исходного сырья необходима для предварительного гидролиза (отделения) гемицеллюлозы, чтобы она могла более эффективно превращаться в сахара. Предварительная обработка разбавленной кислотой разработана на основе ранних работ по кислотному гидролизу древесины в «Лаборатории лесной продукции USFS» . Недавно Лаборатория лесной продукции USFS совместно с Университетом Висконсин-Мэдисон разработали предварительную обработку сульфитом для преодоления непроходимости лигноцеллюлозы для надёжного ферментативного гидролиза древесной целлюлозы.

## Биоэтанол из растительной биомассы
Биоэтанол — это этиловый спирт, полученный путём ферментации из сахаров с помощью микроорганизмов. Обычно для этой цели используют дрожжи (Saccharomyces cerevisiae). Сахар поступает из растений, которые используют энергию солнечного света в процессе фотосинтеза для создания своих органических компонентов из углекислого газа (СО2). Сахара могут храниться в форме крахмала (например у зерновых, картофеля) или сахарозы (например у сахарной свёклы, сахарного тростника), или они могут быть включены в структурные компоненты растений (например, целлюлоза), которые придают растению его форму и устойчивость. В настоящее время биоэтанол в основном получают путём сбраживания сахарозы (бразильский сахарный тростник) или гидролизатов крахмала (кукуруза, другие злаки). После перегонки и сушки этанол можно использовать в качестве топлива. Однако этот вид технической культуры создает конкуренцию с продовольственным рынком. Кроме того, ограниченные доступные площади и экологические проблемы, связанные с необходимой интенсификацией сельского хозяйства, препятствуют крупномасштабному производству этанола на основе крахмала. Таким образом, целью ученых является всё более широкое использование дешёвых растительных остатков, таких как солома, древесные отходы и, или энергетических культур, таких как Просо прутьевидное (Panicum virgatum) или мискантус, которые не требуют интенсивного ведения сельского хозяйства и зачастую растут на бросовых угодьях.
Растительные остатки или энергетические культуры содержат мало крахмала или сахарозы, но содержат углеводы, хранящиеся в виде лигноцеллюлоз в клеточных стенках.  Лигноцеллюлозы состоят из целлюлозы, гемицеллюлозы и неферментируемого лигнина («древесная масса»). Целлюлоза, как и крахмал, представляет собой полимер из шестиуглеродных молекул сахара, глюкозы, связанных между собой длинными цепями. Оба отличаются только типом связей. Гемицеллюлозы в основном состоят из пятиуглеродных сахаров, ксилозы и арабинозы которые соседствуют в разветвлённых цепях.
Как традиционный этанол целлюлозный этанол может быть добавлен к бензину и использоваться во всех бензиновых автомобилях сегодня.
Его потенциал по снижению выбросов парниковых газов выше, чем у традиционного этанола, получаемого из зерновых. Производство целлюлозного этанола может стимулировать экономический рост в сельских районах, открыть новые рынки для фермеров и увеличить использование возобновляемых источников энергии. Наиболее распространены смеси бензина или дизтоплива со спиртом, называемые соответственно газхол и дизхол.

## Предварительная обработка и осахаривание растительного материала
Несмотря на близкое сходство ферментации крахмала и лигноцеллюлозы, последняя представляет некоторые трудности. Во-первых, лигноцеллюлозу необходимо разжижать и осахаривать. Это намного сложнее, чем с крахмалом, потому что цепи сахара труднодоступны. Поэтому растительный материал должен быть предварительно химически или термически обработан. Только после этого может происходить осахаривание с помощью специальных ферментов (целлюлаз, ксиланаз, глюкозидаз), которые расщепляют цепи целлюлозы на глюкозу так же, как амилазы в крахмале. Эти ферменты получены из грибов, которые, естественно, участвуют в гниении.участвуют растительные остатки. Поскольку требуется значительно больше ферментов, чем для осахаривания крахмала, это приводит к увеличению затрат. Однако исследования последних лет привели к снижению затрат.

## Ферментация сахарной смеси гексоз и пентоз
Второе важное отличие заключается в том, что лигноцеллюлоза лигноцеллюлоза содержит не только глюкозу в качестве строительного блока сахара, как в крахмале, но и другие сахара, такие как ксилоза и арабиноза (= сахар С5 или пентозы). Однако они не могут быть использованы дрожжами, используемыми для производства этанола. Поэтому необходимо использовать специально выведенные дрожжи, которые, помимо глюкозы, также могут сбраживать другие сахара в этанол.
В традиционном производстве этанолового топлива используются только дрожжи типа Saccharomyces. Это те самые дрожжи, которые используются для приготовления хлеба, пива и вина. Преимущество дрожжей перед бактериями в том, что обращение с ними в промышленных процессах было установлено веками. По этой причине они идеально подходят для производства этанола из лигноцеллюлозы. Однако их основным недостатком является то, что они могут сбраживать только сахара С6 (=гексозы), но не сахара С5 (=пентозы).
В последние годы различные исследовательские группы из Европы и США смогли получить штаммы дрожжей, которые также сбраживают сахар С5 до этанола. Генетический материал дрожжей показывает, что когда-то они могли использовать сахар С5. Однако в ходе своей эволюции они снова утратили это свойство. С помощью генной инженерии удалось вернуть дрожжевым клеткам это свойство или даже значительно их улучшить. Для этого в них вводили соответствующий генетический материал от других дрожжей, грибов и бактерий. Это привело к появлению дрожжевых клеток, способных ферментировать как сахар C6, так и сахар C5.
В случае ксилозы сахара С5 использовались две разные стратегии. Учёные Лундского университета в Швеции использовали двухэтапный механизм (ксилозоредуктаза / ксилитолдегидрогеназа из дрожжей Pichia stipitis), чтобы ввести ксилозу в метаболизм дрожжей Saccharomyces. Однако учёные из Университета Франкфурта и Технического университета Делфта в Нидерландах недавно смогли успешно вывести дрожжи, расщепляющие ксилозу непосредственно в одну стадию с помощью фермента ксилозоизомеразы интегрируются в их метаболизм и ферментируются до этанола. Учёные из Делфта используют эукариотическую ксилозоизомеразу, тогда как учёные из Франкфурта используют бактериальную ксилозоизомеразу, преимущество которой заключается в том, что она менее сильно ингибируется ингибитором ксилитом.
В случае сахарной арабинозы С5 5-этапный путь деградации в дрожжах Saccharomyces, который часто встречается у грибов, оказался менее подходящим. Напротив, во Франкфуртском университете был успешно установлен трёхэтапный метаболический путь, который обычно встречается только у бактерий . Если этот метаболический путь был интегрирован в дрожжи, а затем был вынужден использовать арабинозу в качестве единственного источника энергии в течение нескольких месяцев, фактически развились штаммы дрожжей, которые были способны ферментировать арабинозу, а также глюкозу. Затем совместно с исследователями из Лундского университета были выращены дрожжи, способные сбраживать все сахара, то есть глюкозу, ксилозу и арабинозу, с образованием этанола.

## Ингибиторы ферментации
Третье различие между классическим этаноло-топливным процессом и целлюлозным этанолом заключается в токсичных веществах , которые образуются во время химической и термической предварительной обработки растительного материала (например, фурфуролы ). Эти ингибиторы повреждают микроорганизмы, используемые при брожении. Поэтому их необходимо удалять перед ферментацией, что, однако, требует дополнительных затрат.

## Комбинированный гидролиз и ферментация
Обнаружены некоторые виды бактерий, способные к прямому превращению целлюлозного субстрата в этанол. Одним из примеров является Clostridium thermocellum  , который использует сложную целлюлозу для расщепления целлюлозы и синтеза этанола. Однако C. thermocellum также производит другие продукты во время метаболизма целлюлозы, в том числе ацетат и лактат , в дополнение к этанолу, что снижает эффективность процесса. Некоторые исследовательские усилия направлены на оптимизацию производства этанола с помощью генно-инженерных бактерий, которые сосредоточены на пути производства этанола.

## Экономические соображения
Преобразование всех сахаров может значительно улучшить экономику ферментации растительной биомассы. Солома содержит около 32 % глюкозы, 19 % ксилозы и 2,4 % арабинозы. В 1 т соломы содержится 320 кг глюкозы. Полное брожение даёт около 160 кг этанола, что соответствует объему 200 л . Полная ферментация ксилозы пентозного сахара даёт дополнительно 124 л этанола на тонну соломы.
В исследовании, опубликованном в 2009 году (Биотопливо — сравнительный анализ), Агентство по возобновляемым ресурсам (FNR) оценило стоимость лигноцеллюлозного этанола из отходов соломы примерно в 24 евро/ГДж на 2020 год, в то время как это значение по-прежнему составляло 30 евро/ГДж. в 2007. При теплотворной способности биоэтанола 23,5 МДж/л это соответствует примерно 56 центам/л (2020 г.) или примерно 70 центам/л (2007 г.). Это означает, что затраты выше, чем затраты на крахмал — этанол. На этом фоне исследование приходит к выводу, что биоэтанол из лигноцеллюлозы вряд ли будет конкурентоспособным без финансирования. [11]Однако следует учитывать, что истинные затраты становятся очевидными только тогда, когда система эксплуатируется в коммерческих целях. Наибольшие затраты вызывают ферменты для осахаривания целлюлозы. Однако производители ферментов отмечают, что уже существуют недорогие процессы для более эффективных ферментов, но производить их не стоит, поскольку на них нет спроса. В долгосрочной перспективе целлюлозный этанол, вероятно, будет лишь временным решением. Биотопливо третьего поколения, такое как Б. Биобутанол проявляет лучшие свойства, но только в том случае, если они получены из лигноцеллюлозы.